# St Albans (circonscription britannique)
Circonscription parlementaire de la Chambre des communes
La circonscription de St Albans est une circonscription électorale anglaise située dans le Hertfordshire et est représentée à la Chambre des communes du Parlement britannique.

## Géographie
La circonscription comprend:
- La ville de St Albans

## Députés
Les Members of Parliament (MPs) de la circonscription sont:
| Législature                      | Années       | Député            | Député          | Parti               |
| -------------------------------- | ------------ | ----------------- | --------------- | ------------------- |
| St Albans issue de Hertfordshire |              |                   |                 |                     |
| 23e                              | 1885–1886    |                   | James Grimston  | Conservateur        |
| 24e                              | 1886–1892    |                   | James Grimston  | Conservateur        |
| 25e                              | 1892–1895    | Vicary Gibbs      |                 | Conservateur        |
| 26e                              | 1895–1900    | Vicary Gibbs      |                 | Conservateur        |
| 27e                              | 1900–1904    | Vicary Gibbs      |                 | Conservateur        |
| 27e                              | 1904-1906    |                   | John Slack      | Libéral             |
| 28e                              | 1906–1910    |                   | Hildred Carlile | Conservateur        |
| 29e                              | 1910–1910    |                   | Hildred Carlile | Conservateur        |
| 30e                              | 1910–1918    |                   | Hildred Carlile | Conservateur        |
| 31e                              | 1918–1919    |                   | Hildred Carlile | Conservateur        |
| 31e                              | 1919-1922    | Francis Fremantle |                 | Conservateur        |
| 32e                              | 1922–1923    | Francis Fremantle |                 | Conservateur        |
| 33e                              | 1923–1924    | Francis Fremantle |                 | Conservateur        |
| 34e                              | 1924–1929    | Francis Fremantle |                 | Conservateur        |
| 35e                              | 1929–1931    | Francis Fremantle |                 | Conservateur        |
| 36e                              | 1931–1935    | Francis Fremantle |                 | Conservateur        |
| 37e                              | 1935–1943    | Francis Fremantle |                 | Conservateur        |
| 37e                              | 1943-1945    | John Grimston     |                 | Conservateur        |
| 38e                              | 1945–1950    |                   | Cyril Dumpleton | Travailliste        |
| 39e                              | 1950–1951    |                   | John Grimston   | Conservateur        |
| 40e                              | 1951–1955    |                   | John Grimston   | Conservateur        |
| 41e                              | 1955–1957    |                   | John Grimston   | Conservateur        |
| 42e                              | 1959–1964    | Victor Goodhew    |                 | Conservateur        |
| 43e                              | 1964–1966    | Victor Goodhew    |                 | Conservateur        |
| 44e                              | 1966–1970    | Victor Goodhew    |                 | Conservateur        |
| 45e                              | 1970–1974    | Victor Goodhew    |                 | Conservateur        |
| 46e                              | 1974–1974    | Victor Goodhew    |                 | Conservateur        |
| 47e                              | 1974–1979    | Victor Goodhew    |                 | Conservateur        |
| 48e                              | 1979–1983    | Victor Goodhew    |                 | Conservateur        |
| 49e                              | 1983–1987    | Peter Lilley      |                 | Conservateur        |
| 50e                              | 1987–1992    | Peter Lilley      |                 | Conservateur        |
| 51e                              | 1992–1997    | Peter Lilley      |                 | Conservateur        |
| 52e                              | 1997–2001    |                   | Kerry Pollard   | Travailliste        |
| 53e                              | 2001–2005    |                   | Kerry Pollard   | Travailliste        |
| 54e                              | 2005–2010    |                   | Anne Main       | Conservateur        |
| 55e                              | 2010–2015    |                   | Anne Main       | Conservateur        |
| 56e                              | 2015–2017    |                   | Anne Main       | Conservateur        |
| 57e                              | 2017–2019    |                   | Anne Main       | Conservateur        |
| 58e                              | 2019–Présent |                   | Daisy Cooper    | Libéraux-démocrates |

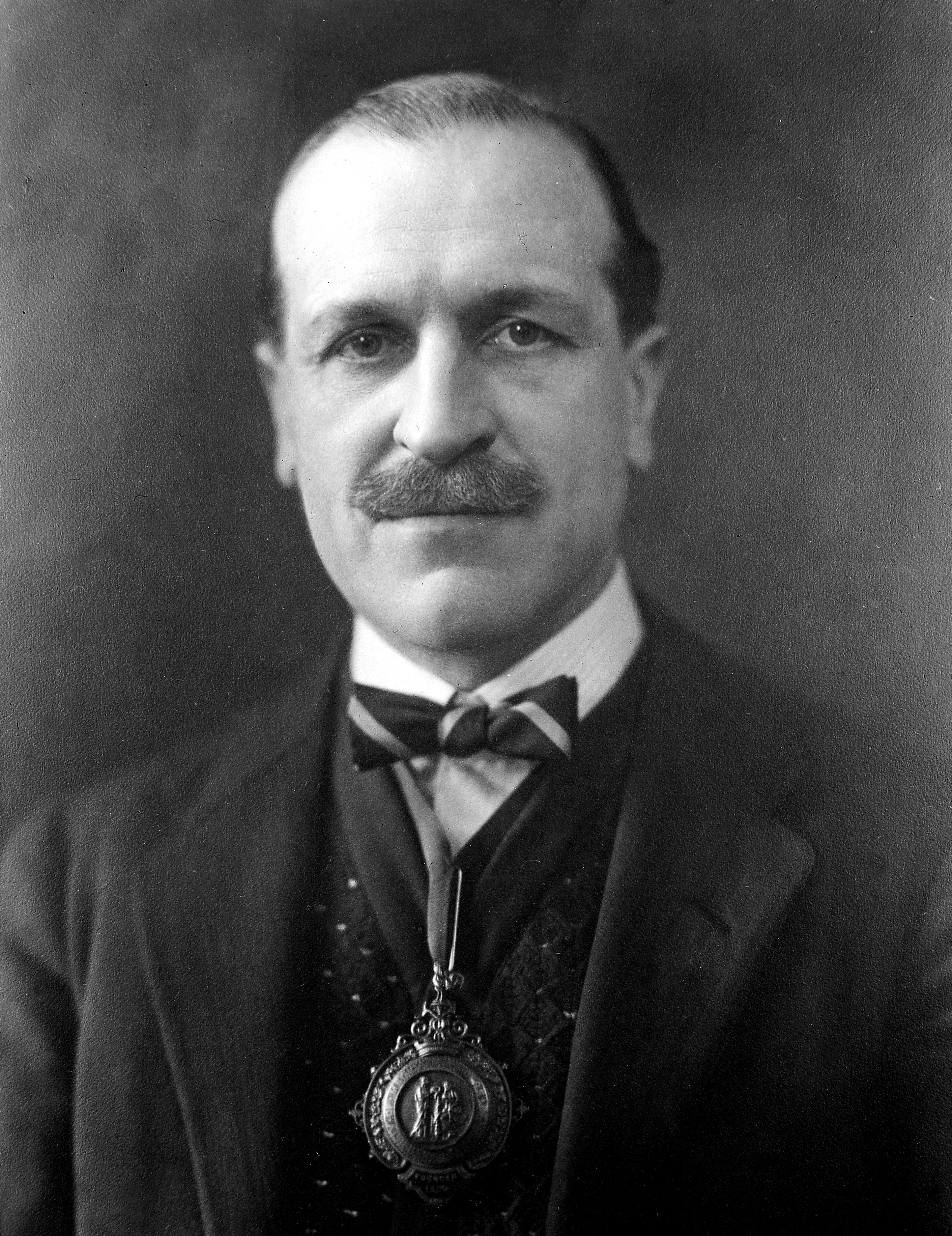
Francis Fremantle (1919-1943)
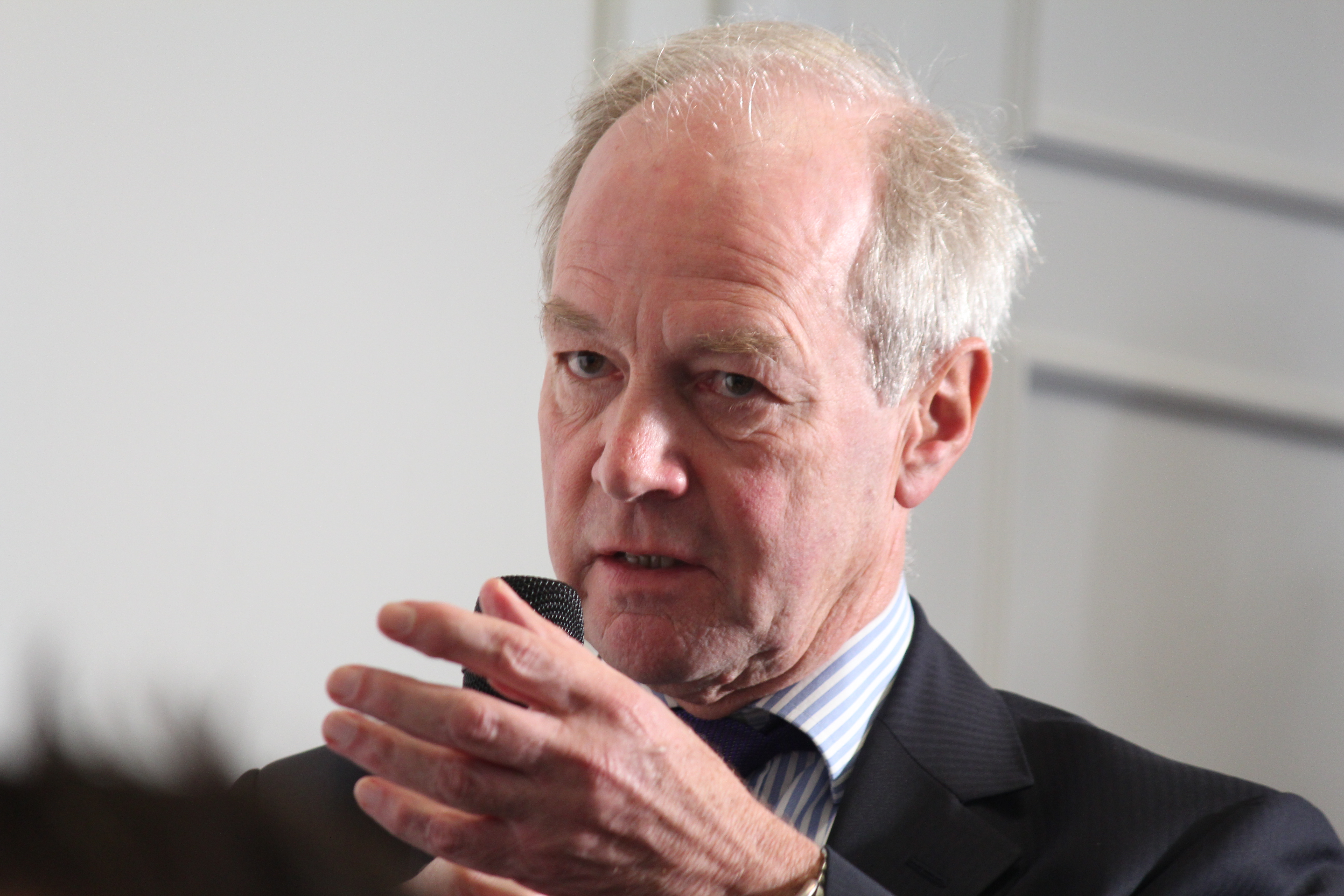
Peter Liley (1983-1997)